# Dzanabadzar

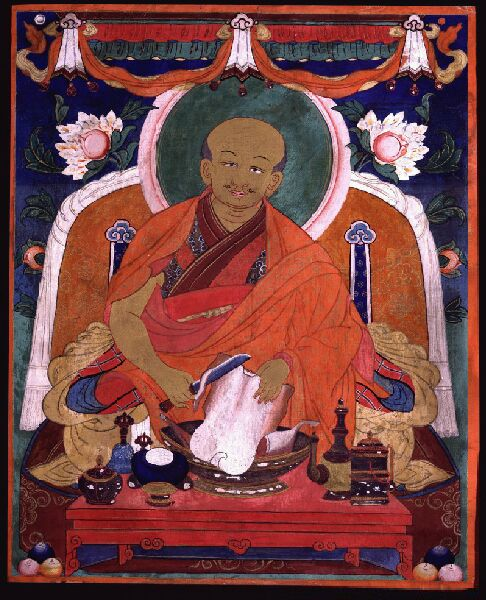
Dzanabadzar, thanka buddyjska

Öndör gegeen Dzanabadzar (mong. Өндөр гэгээн Занабазар; ur. 1635, zm. 1723) – mongolski duchowny buddyjski i przywódca polityczny, pierwszy dżawdzandamba.
Urodził się pośród Chałchasów w Jesöndzüjl na terenie dzisiejszego ajmaku południowochangajskiego. Jego ojcem był tüszeet chan Gombdordż (1594–1655), jeden z trzech chanów chałchaskich, wywodzący swój ród od Czyngis-chana. W 1640 roku został rozpoznany przez piątego dalajlamę Lobsanga Gjaco i czwartego panczenlamę Lobsanga Czokji Gjalcena jako inkarnacja Taranathy i uroczyście intronizowany. W 1647 roku ufundował klasztor Szanch, jeden z najważniejszych ośrodków szkoły gelug w Mongolii. Od 1649 do 1654 roku przebywał w Tybecie, gdzie pobierał nauki w Lhasie i klasztorze Taszilunpo. Po powrocie do Mongolii osiadł w klasztorze w górach Changaj.
Dzanabadzar był uczonym erudytą, zajmował się m.in. poezją, muzyką, malarstwem, medycyną, architekturą, a także twórczością literacką: tłumaczył teksty buddyjskie i sam układał modlitwy. Wykonywał również rzeźby religijne w brązie, z których wiele można do dziś podziwiać w świątyniach i muzeach. Aby ułatwić tłumaczenia z sanskrytu i tybetańskiego, w 1686 roku opracował nowy system pisma do zapisu języka mongolskiego, sojombo. Pierwszy znak tego pisma stał się narodowym symbolem Mongolii.
Po inwazji Dżungarów prowadzonych przez Galdana Boszogtu na Mongolię w 1688 roku, Dzanabadzar zbiegł do Abagi na terytorium Mongolii Wewnętrznej. W 1691 roku na zjeździe w Dolonnur przekonał przywódców chałchaskich do uznania zwierzchnictwa chińskiego cesarza Kangxi. W 1693 roku wyjechał do Pekinu, a później do Dżehol. Do Mongolii powrócił w 1701 roku, osiadając w klasztorze Erdenedzuu. W 1723 roku na zaproszenie cesarza Yongzhenga udał się do Pekinu, gdzie, jak się przypuszcza, został zamordowany. Po śmierci jego prochy sprowadzono do Mongolii i pochowano w klasztorze Amarbajasglant.